# Station Wyszogóra
Station Wyszogóra (Duits: Piepenburg) was een spoorwegstation in de Poolse plaats Wyszogóra.